# Andrea Carid
Andrea Carid Cao (8 de abril de 1993 en Santiago de Compostela) es una jugadora española de fútbol sala. Formó parte de la selección española sub-17, con la que consiguió un subcampeonato de Europa. En 2017, vuelve a los inicios, convirtiéndose en jugadora de fútbol sala en el Ourense Envialia, con el que se proclamó campeona de España (2017) Actualmente, es jugadora en el Alhama CF, que compite en el grupo sur de la Liga Retro Iberdrola. 

## Trayectoria deportiva
Andrea Carid, a la que se le conoce con el apodo de “Spi”  inició su carrera siendo pequeña en el Femesala Ourense, club que posteriormente se configuró en los actuales clubes Cidade das Burgas y Ourense Envialia, del que forma parte de su plantilla actualmente.
Por motivos personales tuvo que trasladarse años más tarde a Santiago de Compostela, ciudad en la que compaginó fútbol 11 y fútbol sala (jugando en el Funerarias Apóstol) hasta que por incompatibilidad entre las federaciones tuvo que elegir entre ambas disciplinas, quedándose con Fútbol 11. 
Comienza en esta época su andadura por la segunda división nacional de fútbol, pasando durante esos años por diferentes equipos: Aguiño SAD, Pontevedra CF, Orzán SAD y Friol SAD. En este periodo de tiempo, fue convocada a la selección española de fútbol 11 con la que jugó el campeonato de Europa Sub-17, logrando llegar a la final y ser subcampeonas de Europa. Tras este campeonato fue llamada para entrenar en el FC Barcelona femenino, pero por diversos motivos no llegó a formalizarse su fichaje.
Dejando atrás esta época, en el año 2008 regresa al fútbol sala, para jugar en el PonteOurense y proclamarse campeona de liga en División de Honor. Este año y con este mismo equipo juega también la Copa de España, aunque, en esta ocasión no se alzaron con el trofeo. 
Durante su carrera deportiva, siguió dando saltos debido a diversos motivos. En el año 2011, inicia sus estudios de INEF (Grado en Ciencias de la Actividad Física y el Deporte) en la Universidad de La Coruña. 
Con su mudanza a La Coruña y con varias ofertas sobre la mesa, decide volver al fútbol 11 por motivos económicos, ya que precisaba cubrir las necesidades de su nueva vida, algo que por desgracia el fútbol sala en aquel entonces no le ofrecía por lo que tuvo que elegir, una vez más, entre ambas disciplinas, quedándose en esta ocasión en el Orzán SAD. Juega en este equipo durante la temporada 2011-2012 para posteriormente fichar por el Friol SAD donde jugó durante dos temporadas. 
En el último año de carrera, durante la temporada 2014/2015, la llama un equipo de fútbol sala, el Amarelle FSF con el que hace una gran temporada, gracias a su esfuerzo, compromiso y auto exigencia, marcando 12 goles (hecho importante teniendo en cuenta su faceta) y convirtiéndose en una jugadora relevante dentro del equipo. 
Tras esta gran temporada, ficha de nuevo por el Ourense Envialia, club en el que milita actualmente y con el que se proclamó hace unas semanas campeona de Galicia tras el logro de la Copa Xunta (Copa Galicia) en la temporada 2015-2016, en esta temporada (2016-2017) se alzó, junto a su equipo, con el Campeonato de España de fútbol sala, por primera vez en la historia del club.
Finalizada la temporada 2017, decide dar un cambio drástico a su vida deportiva y probar suerte en otro país. Es cuando ficha por el Watford Ladies , equipo de la segunda categoría de la Premier League inglesa , allí juega durante dos temporadas. A finales del año 2020 recibe una oferta para jugar en las filas del Alhama CF Alhama Club de Fútbol equipo en el que milita actualmente. 

## Estadísticas

### Clubes
Actualizado al último partido jugado el 14 de mayo de 2022.

## Palmarés
- Liga española de fútbol sala: 1

2010-11
- Subcampeonato de Europa con la selección española sub-17.
- Copa Galicia.
- Copa Xunta.
- Subcampeonato de España de fútbol playa con la selección Gallega.
- Campeonato de España de fútbol playa con la Selección gallega.